# Сетре, Эдвин
Эдвин Стивен Сетре Ангуло (англ. Edwin Steven Cetré Angulo; род. 1 января 1998 года, Валье-дель-Каука, Колумбия) — колумбийский футболист, полузащитник клуба «Сантос Лагуна».

## Клубная карьера
Сетре — воспитанник клуба «Бока Хуниорс Кали». В начале 2016 года Эдвин перешёл в уругвайский «Роча». 27 марта в матче против «Спортиво Уракан» он дебютировал в уругвайской Сегунде. 5 июня в поединке против «Сентраль Эспаньол» Сетре забил свой первый гол за «Роча». В 2017 году Эдвин перешёл в мексиканский «Сантос Лагуна», где в начале для получения игровой практики выступал за молодёжную команду. 8 февраля 2018 года в поединке Кубка Мексики против «Толуки» Сетре дебютировал за основной состав. 26 февраля в матче против «Крус Асуль» он дебютировал в мексиканской Примере. 11 мая в поединке против столичной «Америки» Эдвин забил свой первый гол за «Сантос Лагуну». В своём дебютном сезоне он помог команде выиграть чемпионат.

## Международная карьера
В 2015 году в составе юношеской сборной Колумбии Сетре принял участие в юношеском чемпионате Южной Америки в Парагвае. На турнире он сыграл в матчах против сборных Венесуэлы, Перу, Уругвая, Эквадора, а также дважды Бразилии и Парагвая. В поединках против эквадорцев и бразильцев Эдвин забил по голу.

## Достижения
«Сантос Лагуна»
- Чемпионат Мексики по футболу — Клаусура 2018